# Mayapur
Mayapur ist eine ca. 20.000 Einwohner zählende Stadt im indischen Bundesstaat Westbengalen. Hier befindet sich der Hauptsitz der Internationalen Gesellschaft für Krishna-Bewusstsein (ISKCON), zu der auch die Hare-Krishna-Bewegung gehört.

## Lage
Mayapur liegt im Mündungsdreieck zwischen Jalangi und Hugli in einer Höhe von ca. 14 m ü. d. M. Die Städte Nabadwip und Krishnanagar sind jeweils nur wenige Kilometer entfernt; die Millionenmetropole Kalkutta befindet sich ca. 130 km (Fahrtstrecke) südlich.

## Geschichte
Mayapur war jahrhundertelang nur ein Bauerndorf mit ca. 1000 Einwohnern, welches erst durch die Ansiedlung des Hauptsitzes der im Jahr 1966 in New York gegründeten ISKCON-Bewegung zu weltweiter Bedeutung gelangte. Der Philosoph und Guru Chaitanya Mahaprabhu wurde hier (oder in Nabadwip) im Jahr 1486 geboren und in den 80er Jahren des 19. Jahrhunderts errichtete Bhaktivinoda Thakura ihm zu Ehren einen Tempel.

## Sehenswürdigkeiten
Mehrere neuzeitliche Tempelbauten und die entspannt-konzentrierte Atmosphäre des Ashram und seiner Umgebung stehen im starken Kontrast zum eher hektischen Leben vieler indischer Städte. Für 2017 oder 2018 ist die Fertigstellung des Temple of the Vedic Planetarium geplant. Inzwischen wird das Jahr 2023 für die Eröffnung genannt, nachdem der Termin 2022 nicht gehalten werden konnte.